# Alkmaar '54 in het seizoen 1957/58
Het seizoen 1957/1958 was het vierde jaar in het bestaan van de Alkmaarse betaaldvoetbalclub Alkmaar '54. De club kwam uit in de Eerste divisie A en eindigde daarin op de negende plaats. Tevens deed de club mee aan het toernooi om de KNVB Beker, hierin werd in de derde ronde verloren van Sparta (1–3).

## Wedstrijdstatistieken

### Eerste divisie A
|       | AGOVV | D.F.C. | DWS   | EDO   | Excelsior | De Graafschap | Helmond | HVC   | RBC   | Roda Sport | SVV   | Vitesse | Volendam | VSV   | Willem II |
| ----- | ----- | ------ | ----- | ----- | --------- | ------------- | ------- | ----- | ----- | ---------- | ----- | ------- | -------- | ----- | --------- |
| Thuis | 2 – 1 | 2 – 1  | 3 – 2 | 1 – 1 | 0 – 0     | 2 – 3         | 1 – 3   | 1 – 1 | 8 – 0 | 3 – 1      | 7 – 1 | 1 – 2   | 1 – 2    | 4 – 0 | 1 – 5     |
| Uit   | 1 – 4 | 3 – 0  | 1 – 0 | 0 – 3 | 1 – 1     | 1 – 1         | 3 – 0   | 2 – 2 | 2 – 3 | 2 – 0      | 5 – 1 | 0 – 1   | 1 – 2    | 0 – 1 | 6 – 1     |

### KNVB beker
| 1e ronde                                        | Alkmaar '54                           | 3 – 1 (1 – 1) | Baarn                                                 |
| 26 december 1957 Plaats: Alkmaar Alkmaarderhout | Piet Kaas 14' (pen.), 48' Bonnie Bult |               | 18' Ouderdorp                                         |
| 2e ronde                                        | De Volewijckers                       | 0 – 0         | Alkmaar '54                                           |
| 7 april 1958 Plaats: Amsterdam Mosveld          |                                       |               |                                                       |
| 3e ronde                                        | Alkmaar '54                           | 1 – 3 (0 – 1) | Sparta                                                |
| 24 mei 1958 Plaats: Alkmaar Alkmaarderhout      | Piet Kaas 82' (pen.)                  |               | 18' Tinus Bosselaar 61' Joop Daniëls Wim van der Gijp |

## Statistieken Alkmaar '54 1957/1958

### Eindstand Alkmaar '54 in de Nederlandse Eerste divisie A 1957 / 1958
| Stand | Gespeeld | Gewonnen | Gelijk | Verloren | Punten | Doelpunten voor | Doelpunten tegen |
| ----- | -------- | -------- | ------ | -------- | ------ | --------------- | ---------------- |
| 9e    | 30       | 13       | 6      | 11       | 32     | 57              | 51               |

### Topscorers
| #                    | Naam            | Goal |
| -------------------- | --------------- | ---- |
| 1.                   | Piet Buis       | 16   |
| 2.                   | Piet Kaas       | 9    |
| 3.                   | Bonnie Bult     | 5    |
| 3.                   | Jan Kooge       | 5    |
| 3.                   | Henk Schouten   | 5    |
| 6.                   | Jo Dingena      | 4    |
| 7.                   | Ton van der Wal | 3    |
| 8.                   | Hein Pitters    | 2    |
| 8.                   | Jan Smidt       | 2    |
| 8.                   | Evert Smit      | 2    |
| 11.                  | Cor Blaauw      | 1    |
| 11.                  | Ben Kabel       | 1    |
| Onbekende doelpunten |                 |      |
| –                    | Onbekend        | 2    |
| Totaal               | Totaal          | 57   |

| #      | Naam        | Goal |
| ------ | ----------- | ---- |
| 1.     | Piet Kaas   | 3    |
| 2.     | Bonnie Bult | 1    |
| Totaal | Totaal      | 4    |